# 심현직
심현직(沈鉉稷, 1919년 3월 1일~2012년 4월 30일)은 대한민국의 정치인이다. 제10대 국회의원을 지냈다. 본관은 풍산이며, 충청남도 서산시 해미면 출신이다.

## 생애
일제강점기 동양척식주식회사에서 근무하였고, 광복 후 신한공사에 근무하였다.
1948년 대한민국 정부가 수립되자 체신부에 근무하였다가 중앙제련 공업사를 창립하고 경영하였다.
1974년 학교법인 명동학원을 인수하여 서령학원 이사장을 지냈다. 
1978년 제10대 국회의원 선거에서 민주공화당 후보로 충청남도 서산군·당진군 선거구에 출마하여 당선되었다.

## 학력
- 해미보통학교 졸업
- 예산농업학교 졸업
- 연세대학교 경영대학원 수료

## 경력
- 동양척식주식회사
- 신한공사 근무
- 체신부 근무
- 중앙제련 공업사 창설 경영
- 학교법인 서령학원 이사장
- 한국사립 중, 고등학교 법인협의회 부회장 및 충남회장
- 한국진흥 재단이사
- 한국사학 법인 연합회 부회장
- 사학윤리 위원회 위원
- 민주공화당 제7지구당 위원장
- 제10대 국회의원 (서산ㆍ당진 / 민주공화당)

## 역대 선거 결과
| 실시년도 | 선거   | 대수 | 직책     | 선거구             | 정당       | 득표수   | 득표율          | 순위 | 당락 | 비고 |
| -------- | ------ | ---- | -------- | ------------------ | ---------- | -------- | --------------- | ---- | ---- | ---- |
| 1978년   | 총선   | 10대 | 국회의원 | 충남 서산군·당진군 | 민주공화당 | 54,699표 | \| \| 30.55% \| | 1위  |      | 초선 |
|          | 30.55% |      |          |                    |            |          |                 |      |      |      |